# Expoziția Tinerimii artistice din anul 1910
Expoziția Tinerimii artistice din anul 1907 a fost cea de a noua manifestare expozițională a Societății Tinerimea artistică. Deschiderea ei s-a făcut în luna aprilie a anului 1910 la Panorama Grivița din București și i-a avut ca principali actori pe Constantin Aricescu, Ipolit Strâmbulescu, Kimon Loghi, Ștefan Popescu, Arthur Verona, Nicolae Grant, Nicolae Vermont, Gheorghe Petrașcu, Frederic Storck, Ștefan Luchian, Dimitrie Paciurea și Oscar Späthe.

## Deschiderea manifestării
În luna aprilie a anului 1910 s-a deschis în mod solemn cea de a noua expoziție a Tinerimii artistice în clădirea Panoramei Grivița. Evenimentul a fost precedat de primirea de noi membrii în rândurile societății. Totul s-a desfășurat într-o atmosferă sărbătorească fiind cea mai amplă manifestare de artă plastică ce s-a cunoscut până în acel moment.

## Lucrări și participanți
Au fost prezente exponate care au corespuns tuturor genurilor, manierelor și tehnicilor artistice. Dacă unii dintre vizitatori apreciau creația lui Ștefan Luchian, Camil Ressu, Ștefan Popescu, Gheorghe Petrașcu sau Jean Alexandru Steriadi, publicul larg și oficialitățile admirau lucrările de factură academistă a invitatului special George Demetrescu Mirea sau Eustațiu Stoenescu. Alții au apreciat picturile lui Arthur Verona și Ipolit Strâmbu care au fost prezenți cu scene idilice rurale. De asemenea, gusturi mai restrânse au avut și ele ce vedea: operele  secesioniste ale Ceciliei Cuțescu, primitivismul lui Constantin Brâncuși și neoimpresionismul lui George Mărculescu.
Participanții și lucrările lor au fost următoarele:
În octogonul central al clădirii au fost:

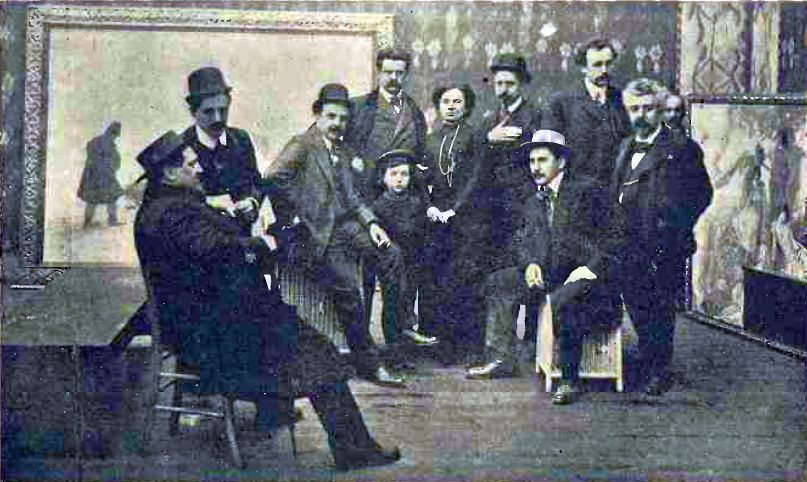
Grup de artiști la expoziția Tinerimii artistice din anul 1910. Pe fundal stânga se vede lucrarea lui Arthur Verona intitulată Drum lung. Artiștii, sunt de la stanga la dreapta următorii: Nicolae Vermont, Ary Murnu, Kimon Loghi, Frederic Storck, Cecilia Cuțescu-Storck, N. Petrașcu, Ștefan Popescu, Filip Marin și stând jos dreapta - Arthur Verona.

- Cecilia Cuțescu-Storck, cu mai multe tablouri, din care patru erau expuse în mijlocul sălii principale într-un octogon.[7]
- Oscar Späthe, a avut o sculptură ce o înfățișa pe Carmen Sylva, două statuete din bronz și un cap de expresie.[7]
- Frederic Storck, a expus bronzurile denumite Agricultura și Industria, un bust autoportret și bustul dnei C.C. St.[7]
- Dimitrie Mirea, a avut statuete cu figuri din popor: La strînsul fânului, Cioban și Baba Anica.[7]
- Aristide Iliescu cu sculpturi reprezentând cai.[7]
- Filip Marin, cu o scultură numită Diana.[7]
- Constantin Brâncuși, a expus o sculptură în stil asiric-primitivă intitulată Cumințenia pământului.[7]

În sala așa zisă sală de onoare, Sala V, au expus:
- Ștefan Popescu, cu numeroase tablouri din care se remarcă cel intitulat Muncitorii la masă.[7]
- Arthur Verona, a expus peisaje. Presa a identifica cel denumit La Izvor, Toamna și peisajul cu iarnă românească - Drum lung.[7]
- Nicolae Vermont, a venit cu un panou decoratic cu numele Muzele.[7]
- Kimon Loghi, a adus lucrări puține din cauză că era ocupat cu realizarea unor comenzi. S-au remarcat Zi frumoasă de iarnă, Pe marginea lacului și Fetița.[7]
- Jean Alexandru Steriadi, cu Căsuță cu lipoveni, Hamalii și Pe malul Dunării.[7]
- Au mai fost: Biserica din Oeslau de Manea, Interiorul de d-șoara Popea, Râul Doamnei din Câmpulung de Nicolae Grant, La vie de Stoica și Pălăria verde de Mărculescu.[7]

Sculpturi care au fost prezente la Expoziția Tinerimii artistice din anul 1910
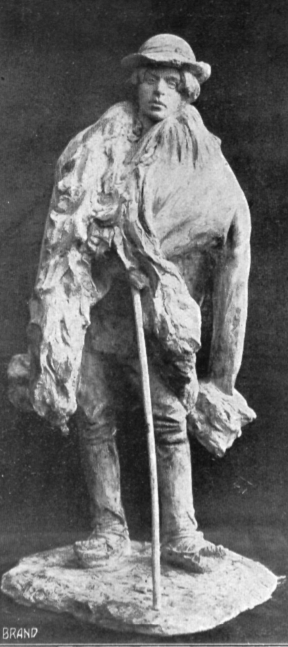
Cioban [ Dimitrie Mirea ]
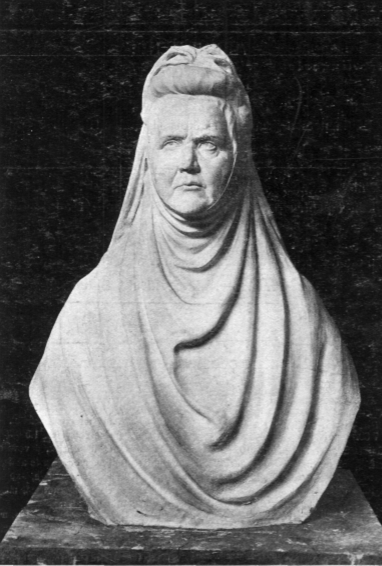
Carmen Sylva [ Oscar Späthe ]
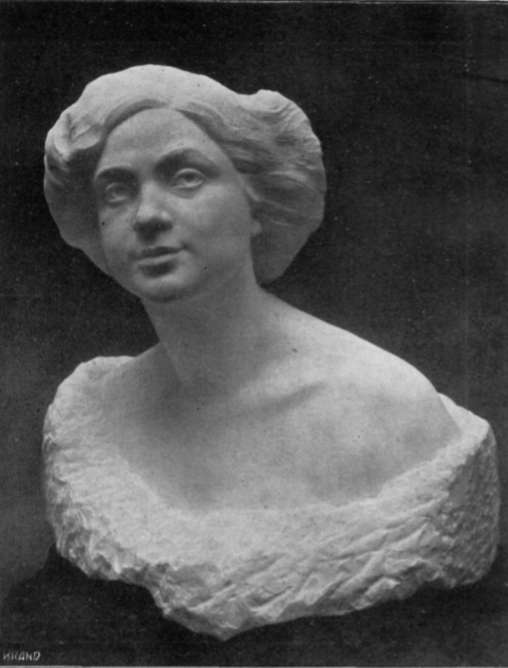
Cap de expresie [ Oscar Späthe ]
Cumințenia pământului [ Constantin Brâncuși ]
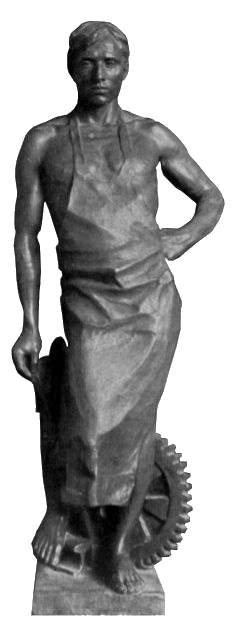
Industria [ Frederic Storck ]

Cum manierele și tendințele erau uneori radical diferite, ele au fost susținute cu o pasiune excesivă de artiștii ce le promovau, fapt care a dus la comparații și aprecieri nepotrivite la adresa celorlalți colegi. Această stare de fapt, a dus în final la disensiuni între membrii societății. Presa vremii a preluat comentariile și cronica artistică a făcut o speculație mediatică al cărei izvor se găsea în cancanurile lumii artistice. Prin urmare, divergențele au escaladat în scandaluri publice. Aplanarea pentru moment a dezbinărilor a constat în excluderea Ceciliei Cuțescu din rândul membrilor societății.
În anul 1910, Arthur Verona a fost ales ca președinte al Tinerimii române, funcție pe care a deținut-o până în anul 1921.

Picturi care au fost prezente la Expoziția Tinerimii artistice din anul 1910
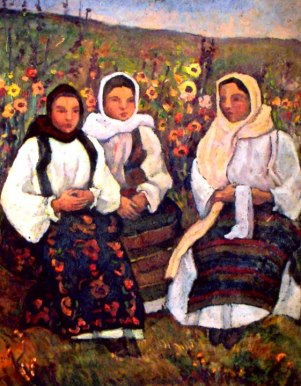
Țărance din Vlaici [ Camil Ressu ]
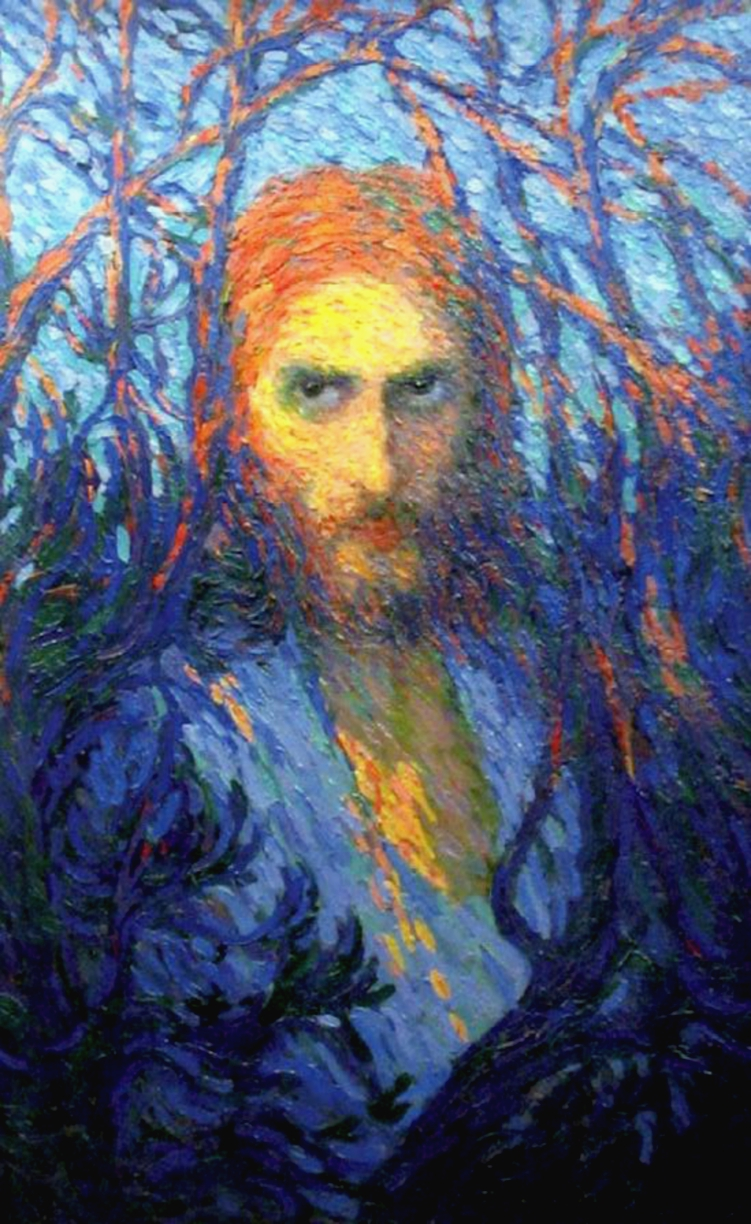
Lux in tenebris lucet [ I. T. Sion ]
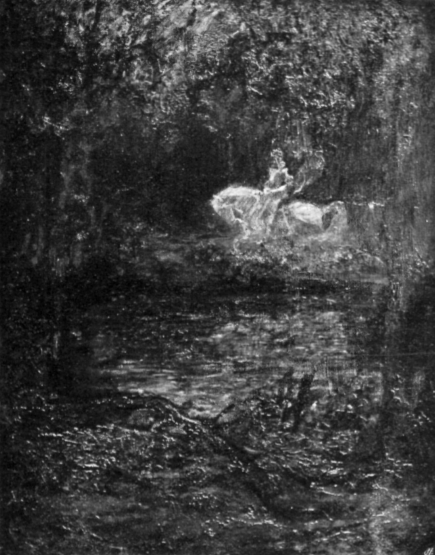
La marginea lacului [ Kimon Loghi ]
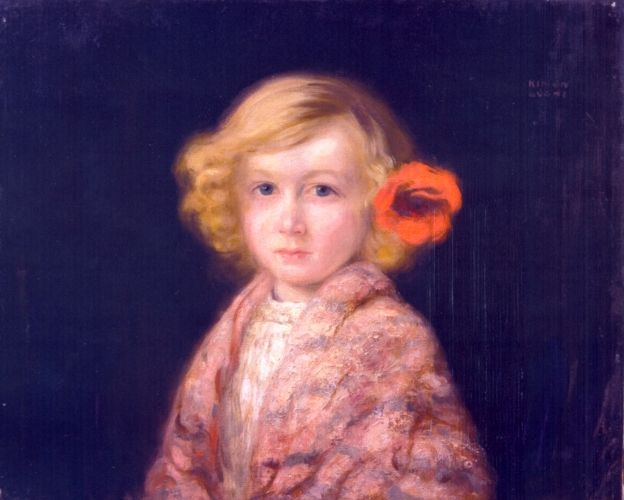
Fetița [ Kimon Loghi ]
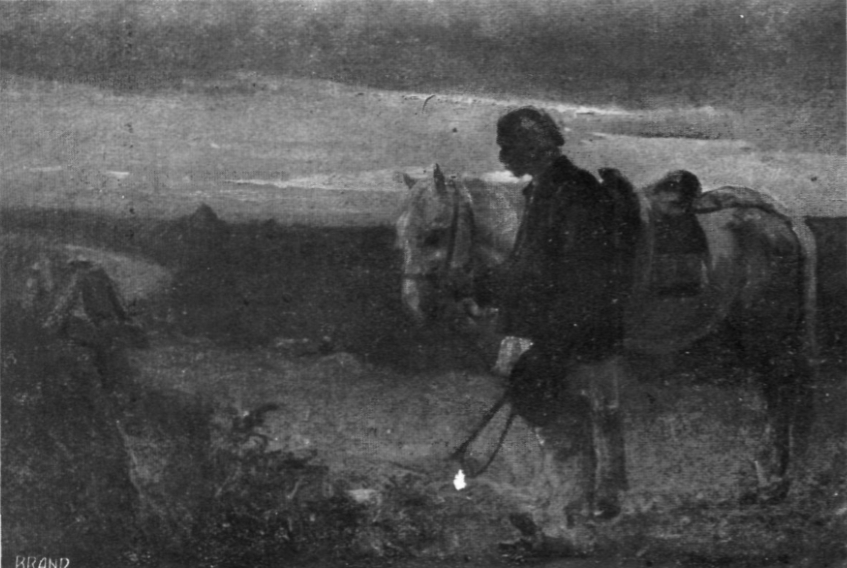
Drumeț [ Ion Stoica ]
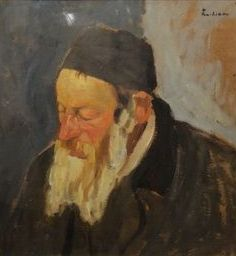
Hahamul din Moinești [ Ștefan Luchian ]
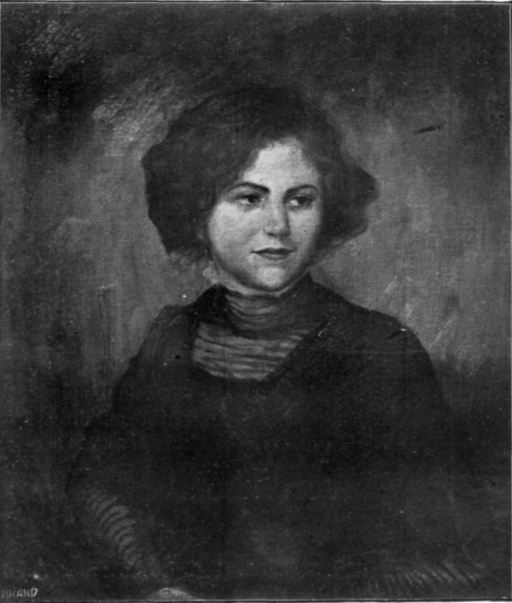
Portretul drei Cocea [ Ary Murnu ]
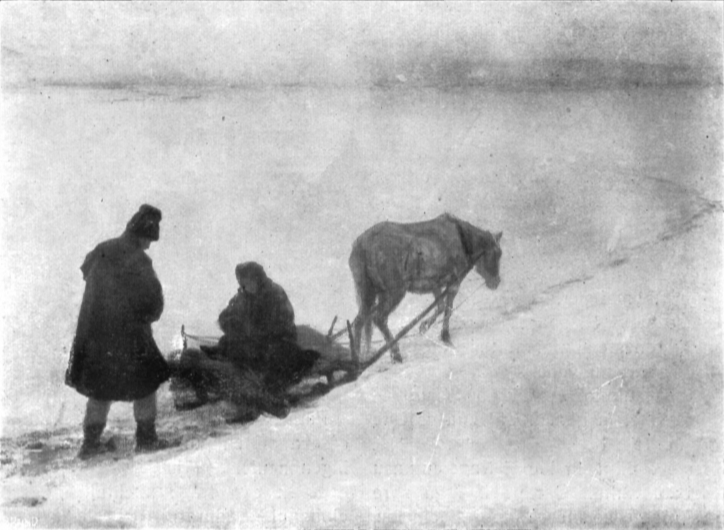
Drum lung [ Arthur Verona ]
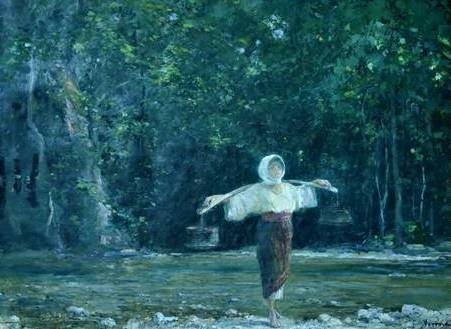
La izvor [ Arthur Verona ]
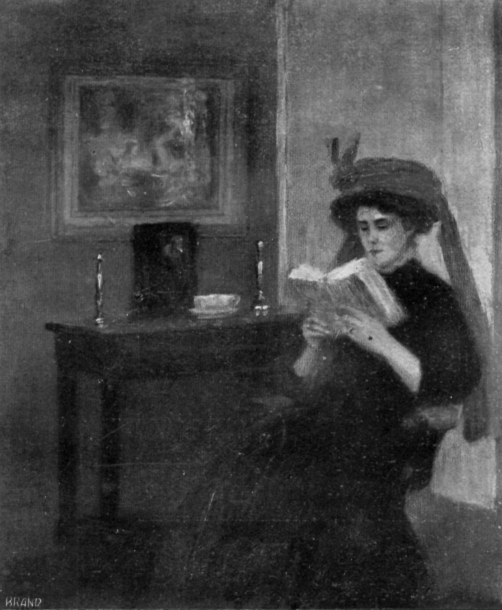
Pălăria verde [ George Mărculescu ]
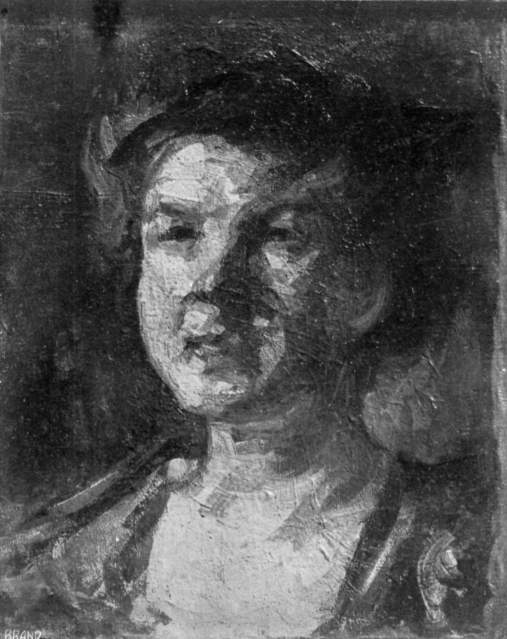
Studiu de cap [ Gheorghe Petrașcu ]
În port (Brăila) [ Jean Alexandru Steriadi ]
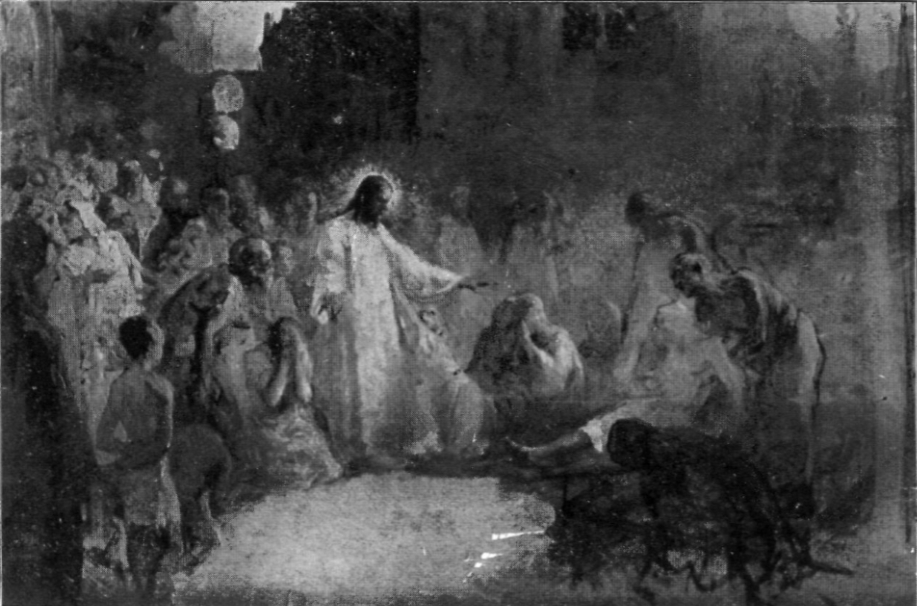
Fragment din triptic [ Nicolae Vermont ]
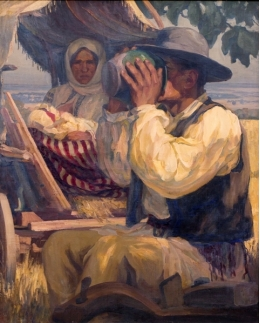
Popas [ Ștefan Popescu ]